# Cronaca di Albelda
La Cronaca di Albelda (in lingua latina Chronicon Albeldense, detta anche Codex Vigilanus) è una cronaca che fu redatta nel Regno delle Asturie alla corte del re Alfonso III.

## Genesi
Il redattore è ignoto; si pensava in passato che fosse un religioso di Toledo di nome Dulcidius, che viene citato alla fine della Cronaca, ma la ricerca ha abbandonato questa ipotesi. Allo stato attuale delle ricerche si deve ritenere che l'autore fosse un religioso, che visse alla corte reale di Oviedo, intorno a re Alfonso III. È possibile che egli avesse trascorso lungo tempo nella città di León, la cui situazione egli conosceva bene.
La stesura originale dell'opera giunge solo fino all'anno 881, con il quale si chiude; più tardi il cronista aggiunse due lunghi capitoli sugli anni 882 und 883. Nel novembre 883 egli terminò la versione più recente.

## Contenuto
L'opera inizia con un vero e proprio riassunto della geografia del mondo e dà quindi un elenco di date geografiche sulla Penisola Iberica e sulle sue province, città e fiumi e un quadro generale della cronologia della storia del mondo da Adamo ed Eva. Subito dopo tratta della storia di Roma da Romolo e Remo fino all'imperatore bizantino Tiberio III. Segue quindi la storia dei Visigoti, iniziando da Atanarico e in particolare del regno dei Goti sulla penisola iberica fino al re Roderico, con il quale ebbe termine il regno visigoto.
La fine dell'opera riguarda la storia del Regno delle Asturie dal re Pelagio fino al tempo dell'autore. Qui la narrazione diviene, man mano che si avvicina al tempo del cronista, sempre più dettagliata. Allo stesso tempo cambia lo stile: la storia antica è composta da parole secche, mentre i fatti di Alfonso III vengono illustrati dal cronista come da un contemporaneo ben informato, vivi e dettagliati.
Egli magnifica questo sovrano, i cui successi militari egli indica come "vittorie sante", con le quali egli anticipa il successivo significato delle battaglie contro i musulmani come guerra santa.

## Contesto storico e valore delle fonti

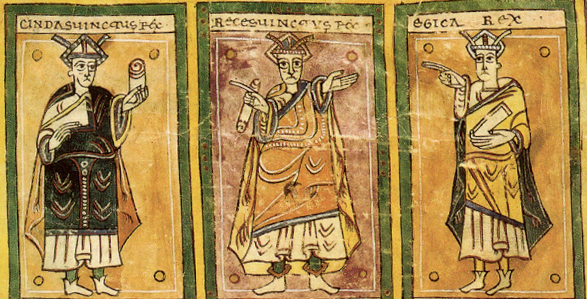
Re visigoti nel Codex Vigilanus (976)

Il re Alfonso III mostrava un forte interesse alla scrittura della storia. Con ciò egli giungeva a mostrare il suo regno come il legittimo rinnovamento del regno visigoto annientato dall'invasione musulmana (Neogotismo). A questo scopo servirono tre opere storiche nate nella sua corte: quella, redatta due volte e detta Cronaca di Alfonso III, alla cui stesura prese parte lo stesso re, la Cronaca di Albelda e la Cronaca Profetica, terminata nell'aprile dell'883.
Queste tre cronache vennero riunite dalla ricerca sotto il nome di Ciclo di Alfonso III.
Nella Cronaca di Albelda e in quella di Alfonso III, era interpretato in parte lo stesso materiale informativo, come si può desumere dalla concordanza dei contenuti.
Sulle cronache del ciclo si basa una tradizione, nella quale il declino del regno visigota viene spiegato come punizione divina per la peccaminosità dei comportamenti degli ultimi sovrani e il successo dei sovrani asturiani appare come ricompensa per la loro devozione. Per convincere il lettore di questa immagine storica, l'autore non indietreggiava neanche di fronte a una falsificazione intenzionale della storia. Tuttavia gli storici moderni guardano il Ciclo di Alfonso III con grande considerazione, poiché si tratta delle uniche fonti cronistoriche dell'intera epoca dei re asturiani (718–910): senza di loro gli inizi della Reconquista sarebbero pressoché sconosciuti. Anche per quanto riguarda gli ultimi tempi dei Visigoti, le Cronache asturiane hanno valore, anche se con informazioni tendenziose.

## Tradizione manoscritta

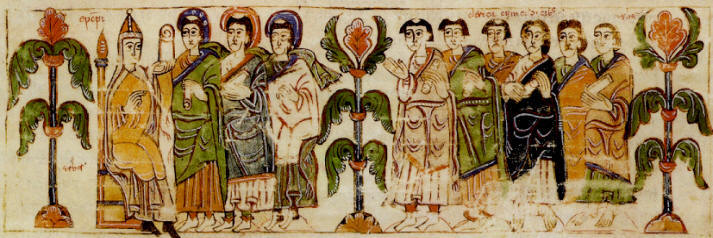
Gente di Toledo nel Codex Vigilianus (976)

La Cronaca di Albelda ci è stata tramandata in quattro codici medievali manoscritti, dei quali due i più antichi e importanti, il Codex Aemilianensis e il Codex Albeldensis, risalenti al X secolo.
La versione più completa del Codex Aemilianensis è contenuta in una copia del monastero di San Millán de la Cogolla, oggi conservata nella biblioteca della Real Academia de la Historia a Madrid.

### Il manoscritto di Albelda
Il nome Albeldense viene dalla cronaca copiata nel monastero di San Martino di Albelda ad Albelda de Iregua, nella regione spagnola di La Rioja, fino all'anno 976 dal monaco Vigilano (Vigilán). Il nome moderno completo è Codex conciliorum Albeldensis seu Vigilanus, che viene però spesso indicato come Codex Vigilianus.
Il manoscritto è costituito da 429 pagine di gran formato (455 × 325 mm), scritte su due colonne in lettere visigote. Questo fu redatto in forma lussuosa per quei tempi dal monaco Vigilano e dai suoi assistenti Sarracino e García. Vigilano cita i suoi compagni di fatiche in una considerazione conclusiva; inoltre essi compaiono con lui e altre persone in una delle più belle miniature.

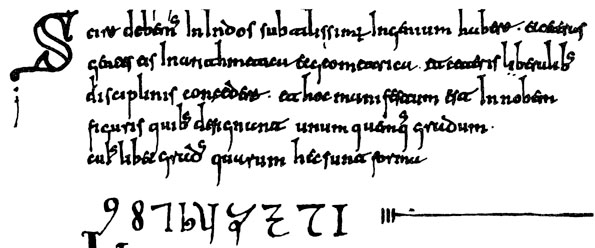
Crónica Albeldense – i primi numeri arabi da destra a sinistra in un manoscritto predisposto e usato da cristiani

Il manoscritto è un prospetto straordinario del diritto canonico e civile e un'inestimabile fonte di conoscenza sui Visigoti come sui regni asturiano e visigoto. Esso contiene una raccolta di atti conciliari e un indice dei concili generali, come una scelta di Canoni e Decretali dei papi fino a Gregorio I, un contemporaneo di Isidoro di Siviglia.
Inoltre vi si trova una raccolta legislativa, valida dall'epoca visigota (allora sotto il nome di Liber iudiciorum) fino all'età moderna (fin dal XIII secolo nella traduzione castigliana come Fuero Juzgo). Ulteriori testi sono di carattere storico e liturgico, come la Vida de Mahoma (Descrizione della vita del profeta Maometto dal punto di vista cristiano), la Cronaca di Albelda e un Calendario, per la prima volta in numeri arabi da 1 a 9 spuntati in uno scritto cristiano.
Inoltre vi si trovano 82 miniature in vivaci colori: in parte panorami di città (ad es. di Toledo) o ritratti di importanti personalità.
Sebbene si tratti di opere di monaci spagnoli, questi lavori sono orientati non a modelli visigoti o mozarabici, ma alle opere dei miniaturisti carolingi.
Il codice venne donato dai conti di Buendía a Filippo II di Spagna ed è oggi uno dei gioielli della Biblioteca dell'ex monastero dell'Escorial.
Il monastero di San Martino di Albelda era nel X secolo sotto la signoria dei re di Pamplona, uno dei centri culturali del Paese, più importante ancora del pur famoso monastero di San Millán de la Cogolla. Esso aveva un attivo e ben organizzato Scriptorium, nel quale i monaci copiavano i testi per le Messe e per la vita spirituale, ma anche testi giuridici. La fama dell'abbazia oltrepassò i confini del Paese: nella metà del X secolo fu visitata dal vescovo francese Gotescalco di Puy, nel suo pellegrinaggio verso Santiago di Compostela, che si fece copiare un trattato di sant'Ildefonso di Toledo sulla Verginità di Maria.